# Mannardit
Mannardit ist ein selten vorkommendes Mineral aus der Mineralklasse der „Oxide und Hydroxide“ mit der chemischen Zusammensetzung Ba(Ti6V3+2)O16 und damit chemisch gesehen ein Barium-Titan-Vanadium-Oxid. Die in den runden Klammern angegebenen Elemente Titan und Vanadium können sich dabei in der Formel jeweils gegenseitig vertreten (Substitution, Diadochie), stehen jedoch immer im selben Mengenverhältnis zu den anderen Bestandteilen des Minerals.
Mannardit kristallisiert im tetragonalen Kristallsystem und entwickelt meist prismatische, nach der c-Achse gestreckte Kristalle von jetschwarzer Farbe. Im Auflichtmikroskop erscheint das Mineral auch hellrötlichbraun. Seine Strichfarbe ist jedoch immer weiß bis grauweiß. Das Mineral ist in jeder Form undurchsichtig und zeigt auf glatten und unverwitterten Oberflächen einen diamantähnlichen Glanz.

## Etymologie und Geschichte
Erstmals entdeckt wurde Mannardit im „Rough“-Grubenfeld (Rough claims) am Kechika River im Norden der kanadischen Provinz British Columbia und beschrieben 1986 durch J. D. Scott und G. R. Peatfield, die das Mineral nach dem kanadischen Geologen George William Mannard (1932–1982) benannten, um seine langjährigen Arbeiten auf dem Gebiet der Mineralogie und Lagerstätten von British Columbia zu ehren.

## Klassifikation
Da der Mannardit erst 1983 als eigenständiges Mineral anerkannt wurde, ist er in der seit 1977 veralteten 8. Auflage der Mineralsystematik nach Strunz noch nicht verzeichnet. Einzig im Lapis-Mineralienverzeichnis nach Stefan Weiß, das sich aus Rücksicht auf private Sammler und institutionelle Sammlungen noch nach dieser alten Form der Systematik von Karl Hugo Strunz richtet, erhielt das Mineral die System- und Mineral-Nr. IV/D.08-40. In der „Lapis-Systematik“ entspricht dies der Klasse der „Oxide und Hydroxide“ und dort der Abteilung „Oxide mit [dem Stoffmengen]Verhältnis Metall : Sauerstoff = 1 : 2 (MO2 & Verwandte)“, wo Mannardit zusammen mit Cesàrolith, Coronadit, Ferrihollandit, Henrymeyerit, Hollandit, Kryptomelan, Manjiroit, Priderit, Redledgeit und Strontiomelan die „Kryptomelan-Gruppe“ bildet (Stand 2018).
Die seit 2001 gültige und von der International Mineralogical Association (IMA) zuletzt 2009 aktualisierte 9. Auflage der Strunz’schen Mineralsystematik ordnet den Mannardit ebenfalls in die Abteilung der „Oxide mit dem Stoffmengenverhältnis Metall : Sauerstoff = 1 : 2 (und vergleichbare)“ ein. Diese ist allerdings weiter unterteilt nach der relativen Größe der beteiligten Kationen und der Kristallstruktur, so dass das Mineral entsprechend seiner Zusammensetzung und seinem Aufbau in der Unterabteilung „Mit großen (± mittelgroßen) Kationen; Tunnelstrukturen“ zu finden ist, wo es zusammen mit Akaganeit, Coronadit, Henrymeyerit, Hollandit, Manjiroit, Priderit und Redledgeit die „Hollandit-Gruppe“ mit der System-Nr. 4.DK.05 bildet.
Die vorwiegend im englischen Sprachraum gebräuchliche Systematik der Minerale nach Dana ordnet den Mannardit in die Abteilung der „Mehrfachen Oxide“ und der gleichnamigen Unterabteilung ein. Hier ist er zusammen mit Redledgeit in der unbenannten Gruppe 07.09.05 zu finden.

## Kristallstruktur
Mannardit kristallisiert in der tetragonalen Raumgruppe I41/a (Raumgruppen-Nr. 88) mit den Gitterparametern a = 14,36 Å und c = 5,91 Å sowie 4 Formeleinheit pro Elementarzelle.

## Modifikationen und Varietäten
Ankangit (Ba(Ti,V,Cr)8O16) wurde 1986 von Xiong Ming, Ma Zhesheng und Peng Zhizhong entdeckt und zunächst als eigenständiges Mineral beschrieben, dass auch von der IMA anerkannt wurde (IMA-Nr. 1986-026). Benannt wurde das Mineral nach dem Ort Ankang in der chinesischen Provinz Shaanxi. 2012 wurde der Mineralstatus jedoch aberkannt (diskreditiert) und Ankangit gilt seitdem als wasserfreie Varietät von Mannardit.

## Bildung und Fundorte
An seiner Typlokalität im „Rough“-Grubenfeld fand sich Mannardit in Quarz-Carbonat-Adern, die Schiefer und Schluffstein schnitten. Als Begleitminerale traten dort neben Quarz noch Baryt, Barytocalcit, Norsethit und Sulvanit auf. In der ebenfalls in Kanada nahe Bathurst liegenden Grube „Brunswick No. 12“ fand sich das Mineral in einem Erzkörper in bruchdurchsetzten Metasedimenten zusammen mit Barytocalcit, Edingtonit, Harmotom, Quarz, Siderit und Sphalerit.
Weltweit sind bisher (Stand: 2021) rund 20 Fundstätten für Mannardit dokumentiert, so unter anderem noch die Grube „Gacun“ bei Maqiong (Kreis Baiyü) im Nordwesten der chinesischen Provinz Sichuan sowie die Grube „Star“ bei Theunissen im südafrikanischen Distrikt Lejweleputswa.